# 鈴木一郎 (宗教学者)
鈴木 一郎（すずき いちろう、1930年（昭和5年）8月26日 - ）は、日本の比較宗教学者。東京生まれ。
文化人類学を研究。マッケンジー大学客員教授。黒人密教を研究。

## 経歴
1953年早稲田大学法学部卒。民族宗教学研究のためタイに渡り一年間北方山岳民族の宗教を調査。
その後南米に渡りブラジルのマッケンジー大学大学院文学研究科博士課程修了、文学博士。

## 著書
- 『水脈抄 詩集』長谷川書房 牧羊叢書、1952
- 『女の海 詩集』八木書店、1957
- 『あなたのハワイ・太平洋航路』国際図書 国際新書、1966
- 『黒い密教』秋田書店 サンデー新書、1967
- 『中南米の革命運動』三一新書、1968
- 『呪いの大陸』山王書房、1968
- 『東南アジア未開の顔 原始が生きている民族の風俗・習慣』明文社 ナンバーワンブックス、1971
- 『未開の魂文明の心 秘境アマゾンの人たち』徳間書店、1971
- 『幻・密・魔 原始信仰の系譜』三一書房 1973
- 『密教マクンバ 文明の中の秘境』読売新聞社、1974
- 『仏教とヒンドウ教』第三文明社レグルス文庫、1975
- 『アマゾンの女たち インディオたちの愛と生活と思想』インタナル出版部、1976
- 『逆文明からの提案 文明公害から生き残る知恵』インタナル出版部、1976
- 『ブラジルの黒人密教』第三文明社レグルス文庫、1976
- 『わが心のアンデス 秘境に生きる人々』英知出版、1977
- 『インド思索行』第三文明社、1978
- 『魔と呪術』平凡社カラー新書、1978
- 『インディオの詩』晴文社選書、1979
- 『誰も書かなかったブラジル "未来と未開"あふるる国の魅力』サンケイ出版、1980
- 『ブラジル社会と日本人』三修社 海外叢書、1980
- 『ブラジルの日系人』晴文社選書、1980
- 『インカの末裔たち ラテンアメリカの秘境と文明』英知出版、1981
- 『ブラジル社会と日本人』三修社、1982
- 『ブラジル その文化と社会』教育社、1984
- 『蒼茫の朱』富士出版、1990
- 『Sentir?  ブラジルー人間そして愛』青蛙房、1995